# Debris Documentar
Debris Documentar (deutsch: Trümmer-Dokumentation) ist ein Horrorfilm des Filmemachers Marian Dora aus dem Jahre 2012. Der Film, der 2014 als Teil eines Boxsets mit Melancholie der Engel (2009) und Reise nach Agatis (2010) auf DVD erschien, jedoch bereits 2003, nach einigen Kurzfilmen des Regisseurs, gedreht wurde, behandelt den Alltag eines Mannes, Carsten, Frank, am Set von Ulli Lommel aus dem Jahr 2004 arbeitet Film Zombie Nation. Gleichzeitig plant er die Realisierung eines eigenen Films, eine Aufgabe, die ihm äußerst schwerfällt. Auch begleiten die Zuschauer ihn schonungslos direkt bei seinem Privatleben, was für Dora typische Stilelemente beherbergt.

## Handlung
Der Film behandelt den Alltag eines Mannes (Carsten Frank), der am Set des Films Zombie Nation für Ulli Lommel arbeitet. Gleichzeitig plant dieser Mann, dessen Name man nicht erfährt, einen eigenen Film zu verwirklichen (am Anfang des Films sieht man die Einblendung ´Einblicke in die Vorproduktion von Melancholie der Engel´), welches sich als äußerst schwierig gestaltet.
Zunächst versucht der Mann per Anzeigen in einem Supermarkt Darsteller für seinen Film zu gewinnen.
Während seiner täglichen Arbeit am Filmset wirkt der Mann frustriert. Auch ist er in seinem Privatleben isoliert, verbringt seine Zeit mit dem Sichten seiner opulenten VHS-Filmsammlung und bastelt an den Requisiten für seinen eigenen geplanten Film.
Er schießt in seiner Freizeit Fotos von Tierkadavern, welche er teilweise auch einsammelt, um sie mit zu sich nach Hause zu nehmen. Zu einer Prostituierten (Patrizia Johann) hat er regelmäßigen Kontakt.
Nach einiger Zeit kontaktiert ihn tatsächlich eine Frau, die seine Annonce im Supermarkt gelesen hatte. Sie vereinbaren ein Treffen im Haus des Mannes.
Als er ihr erklärt, um was es in seinem Film gehen soll, bekommt es die Frau mit der Angst zu tun und will das Haus verlassen.
Daraufhin überwältigt der Mann die Frau und tötet sie, indem er sie erwürgt und ihr den Kopf mit einem Telefon einschlägt. Anschließend filmt er sich selbst, wie er sich sexuell an der Toten vergeht.
Der Film endet damit, dass der Mann die Frauenleiche verbrennt und wie in der ersten Einstellung des Films joggen geht.

## Trivia und Besonderheiten
- Der Film spielt teilweise am realen Set von Ulli Lommels Zombie Nation, welcher selbst öfter im Film zu sehen ist
- Der Song Sweet Sweet Franziska stammt von David Hess, welcher ebenfalls im Film zu sehen ist, und kommt auch im Film Melancholie der Engel vor.
- Carsten Frank und Patrizia Johann sind auch gemeinsam in Melancholie der Engel zu sehen.
- Regisseur Marian Dora machte unter anderem die Spezialeffekte für Ulli Lommel in Zombie Nation.
- Im Film führt der Mann (Carsten Frank) ein Telefongespräch mit Jess Franco.
- Katja Bienert ist im Film nicht zu sehen. Ihr Auftritt beschränkt sich auf eine Nachricht auf dem Anrufbeantworter